# ریلا فوکوشیما
ریلا فوکوشیما (انگلیسی: Rila Fukushima؛ زادهٔ ۱۶ ژانویهٔ ۱۹۸۹، توکیو) یک مانکن، و هنرپیشه اهل ژاپن است.
از فیلم‌ها یا برنامه‌های تلویزیونی که وی در آن نقش داشته است می‌توان به ولورین، ۱۲ راند، شبح درون پوسته و مجموعه تلویزیونی ارو اشاره کرد.